# 塔吉娜·比比克
塔吉娜·比比克（俄語：Татьяна Бибик，1985年4月16日—），俄羅斯女子羽毛球運動員。曾代表國家隊參加2010年優霸盃及2011年蘇迪曼盃賽事。

## 簡歷
2013年8月，塔吉娜·比比克參加中國廣州舉行的世界羽毛球錦標賽，與安娜斯塔西亚·切尔维亚科娃出戰女子雙打項目，首圈以2-0淘汰美國選手晉級，但在第二圈就以0比2（10-21、15-21）不敵12號種子、香港的潘樂恩/謝影雪出局。

## 主要比賽成績
只列出曾進入準決賽的國際賽事成績：
| 年份   | 賽事                   | 公開賽級別 | 項目     | 拍檔                      | 成績   |
| ------ | ---------------------- | ---------- | -------- | ------------------------- | ------ |
| 2007年 | 俄羅斯羽毛球黃金大獎賽 | 黃金大獎賽 | 女子雙打 | Elena Schimko             | 準決賽 |
| 2009年 | 愛沙尼亞羽毛球國際賽   | 國際系列賽 | 女子單打 | －                        | 冠軍   |
| 2009年 | 克羅地亞羽毛球國際賽   | 國際系列賽 | 女子單打 | －                        | 亞軍   |
| 2009年 | 白夜羽毛球賽           | 國際挑戰賽 | 女子單打 | －                        | 準決賽 |
| 2009年 | 白夜羽毛球賽           | 國際挑戰賽 | 女子雙打 | 奥尔佳·戈洛瓦诺娃         | 準決賽 |
| 2009年 | 哈爾科夫羽毛球國際賽   | 國際系列賽 | 女子單打 | －                        | 亞軍   |
| 2009年 | 哈爾科夫羽毛球國際賽   | 國際系列賽 | 女子雙打 | 奥尔佳·戈洛瓦诺娃         | 亞軍   |
| 2009年 | 俄羅斯羽毛球大獎賽     | 大獎賽     | 女子單打 | －                        | 亞軍   |
| 2009年 | 俄羅斯羽毛球大獎賽     | 大獎賽     | 女子雙打 | 奥尔佳·戈洛瓦诺娃         | 亞軍   |
| 2009年 | 匈牙利羽毛球國際賽     | 國際系列賽 | 女子單打 | －                        | 亞軍   |
| 2009年 | 匈牙利羽毛球國際賽     | 國際系列賽 | 女子雙打 | 奥尔佳·戈洛瓦诺娃         | 冠軍   |
| 2009年 | 威爾斯羽毛球國際賽     | 國際系列賽 | 女子單打 | －                        | 冠軍   |
| 2010年 | 波蘭羽毛球國際賽       | 國際挑戰賽 | 女子雙打 | 奥尔佳·戈洛瓦诺娃         | 準決賽 |
| 2010年 | 白夜羽毛球賽           | 國際挑戰賽 | 女子單打 | －                        | 冠軍   |
| 2010年 | 白夜羽毛球賽           | 國際挑戰賽 | 女子雙打 | 奥尔佳·戈洛瓦诺娃         | 準決賽 |
| 2010年 | 捷克羽毛球國際賽       | 國際挑戰賽 | 女子單打 | －                        | 準決賽 |
| 2010年 | 保加利亞羽毛球國際賽   | 國際挑戰賽 | 女子單打 | －                        | 準決賽 |
| 2010年 | 保加利亞羽毛球國際賽   | 國際挑戰賽 | 女子雙打 | 奥尔佳·戈洛瓦诺娃         | 亞軍   |
| 2010年 | 蘇格蘭羽毛球國際賽     | 國際挑戰賽 | 女子單打 | －                        | 冠軍   |
| 2010年 | 意大利羽毛球國際賽     | 國際挑戰賽 | 女子單打 | －                        | 準決賽 |
| 2010年 | 意大利羽毛球國際賽     | 國際挑戰賽 | 女子雙打 | 奥尔佳·戈洛瓦诺娃         | 準決賽 |
| 2011年 | 白夜羽毛球賽           | 國際挑戰賽 | 女子雙打 | 奥尔佳·戈洛瓦诺娃         | 亞軍   |
| 2011年 | 塞浦路斯羽毛球國際賽   | 國際系列賽 | 女子單打 | －                        | 亞軍   |
| 2011年 | 塞浦路斯羽毛球國際賽   | 國際系列賽 | 女子雙打 | 安娜斯塔西亚·切尔维亚科娃 | 冠軍   |
| 2012年 | 克羅地亞羽毛球國際賽   | 國際系列賽 | 女子雙打 | 安娜斯塔西亚·切尔维亚科娃 | 準決賽 |
| 2012年 | 西班牙羽毛球公開賽     | 國際挑戰賽 | 女子雙打 | 安娜斯塔西亚·切尔维亚科娃 | 冠軍   |
| 2012年 | 俄羅斯羽毛球大獎賽     | 大獎賽     | 女子雙打 | 安娜斯塔西亚·切尔维亚科娃 | 亞軍   |
| 2012年 | 白夜羽毛球賽           | 國際挑戰賽 | 女子雙打 | 安娜斯塔西亚·切尔维亚科娃 | 冠軍   |
| 2013年 | 法國羽毛球國際賽       | 國際挑戰賽 | 女子雙打 | 安娜斯塔西亚·切尔维亚科娃 | 準決賽 |
| 2013年 | 丹麥羽毛球國際賽       | 國際挑戰賽 | 女子雙打 | 安娜斯塔西亚·切尔维亚科娃 | 準決賽 |
| 2013年 | 俄羅斯羽毛球大獎賽     | 大獎賽     | 女子單打 | －                        | 準決賽 |
| 2013年 | 俄羅斯羽毛球大獎賽     | 大獎賽     | 混合雙打 | 伊万·索松诺夫             | 冠軍   |
| 2013年 | 瑞士羽毛球國際賽       | 國際挑戰賽 | 女子雙打 | 埃克内琳娜·博洛托娃       | 準決賽 |
| 2014年 | 匈牙利羽毛球國際賽     | 國際系列賽 | 女子雙打 | 奥尔佳·戈洛瓦诺娃         | 準決賽 |
| 2015年 | 希臘羽毛球國際賽       | 國際系列賽 | 混合雙打 | Iiya Zdanov               | 冠軍   |
| 2015年 | 斯洛文尼亞羽毛球國際賽 | 國際系列賽 | 女子雙打 | 埃琳娜·科门德鲁夫斯卡亚   | 準決賽 |
| 2015年 | 哈薩克羽毛球國際賽     | 國際系列賽 | 女子雙打 | 克谢尼娅·波利卡波娃       | 冠軍   |
| 2015年 | 哈薩克羽毛球國際賽     | 國際系列賽 | 混合雙打 | 阿提姆·塞尔皮奥诺夫       | 準決賽 |
| 2015年 | 土耳其羽毛球國際賽     | 國際系列賽 | 女子雙打 | 埃琳娜·科门德鲁夫斯卡亚   | 準決賽 |
| 2015年 | 斯洛伐克羽毛球公開賽   | 未來系列賽 | 女子雙打 | 埃琳娜·科门德鲁夫斯卡亚   | 準決賽 |
| 2016年 | 白夜羽毛球賽           | 國際挑戰賽 | 女子雙打 | 叶夫根尼亚·迪莫娃         | 準決賽 |
| 2016年 | 俄羅斯羽毛球大獎賽     | 大獎賽     | 女子雙打 | 埃琳娜·科门德鲁夫斯卡亚   | 準決賽 |

| 2007-2017年 | 首要超級賽 | 超級賽 | 黃金大獎賽 | 大獎賽 | 國際挑戰賽 | 國際系列賽 | 未來系列賽 | 其他 |

| 2018-2026年 | 總決賽 | 超級1000賽 | 超級750賽 | 超級500賽 | 超級300賽 | 超級100賽 | 國際挑戰賽 | 國際系列賽 | 未來系列賽 | 其他 |

### 奧運會和世錦賽參賽紀錄
|          | 搭檔         | 2010 | 2011 | 2012 | 2013 |
| -------- | ------------ | ---- | ---- | ---- | ---- |
| 女子單打 | －           | 64強 | 48強 | －   | －   |
|          |              |      |      |      |      |
| 女子雙打 | 切尔维亚科娃 | －   | －   | －   | 32強 |